# Robson Vaillant
Robson Vaillant (Rio de Janeiro, 10 de dezembro de 1969) é um político brasileiro.

## Biografia
Filho de Sebastião de Oliveira Vaillant, natural da Cidade do Alegre e falecido em 2002.
Está radicado no estado do Espírito Santo desde 1994 e mora em Vila Velha. Já atuou como radialista e apresentador de televisão. Foi paraquedista do Exército durante três anos, e teve a carreira interrompida por ter sido vítima de um atropelamento que o deixou internado no Hospital Central do Exército, em Benfica, Rio de Janeiro, por 208 dias. 
Foi eleito deputado estadual pelo Espírito Santo em 2002 e, já no início do mandato, propôs a abertura da CPI da Rodosol, para apurar denúncias de irregularidades no contrato de concessão da Terceira Ponte e da Rodovia do Sol, esse foi o grande motivo para o congelamento do pedágio da 3 ponte que vinha aumentando todos os anos.
Foi reeleito em 2006.
Acusado de  reter parte dos vencimentos dos servidores de seu gabinete, foi afastado de seu cargo pelo STJ em 2010.